# George William Sutton
George William Sutton, britanski general, * 1893, † 1971.